# Zoltan Vamoș

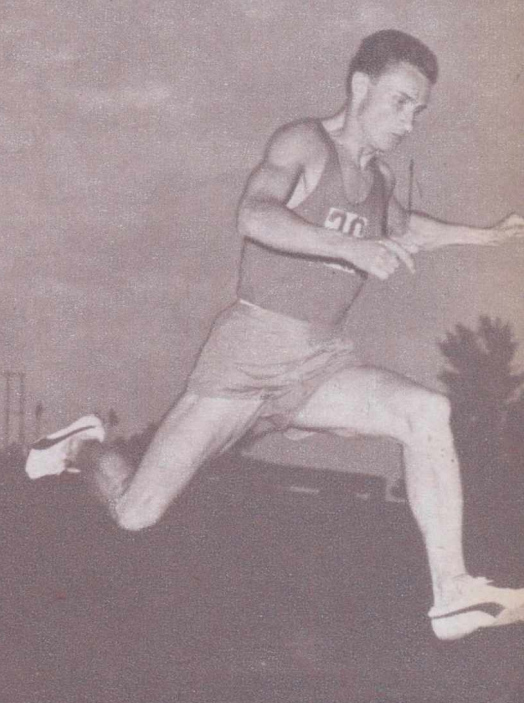
Zoltan Vamoș (1966) - rumänischer Leichtathlet

Zoltan Vamoș (* 27. Januar 1936 in Timișoara; † 2001 ebenda) war ein rumänischer Leichtathlet. Er wurde 1962 Zweiter im 3000-Meter-Hindernislauf bei den Europameisterschaften.
Vamoș wurde als Angehöriger der ungarischen Minderheit in Timișoara geboren, die ungarische Schreibweise seines Namens ist Zoltán Vámos. Ende der 1950er Jahre gehörte er in Rumänien zu den besten Läufern im 800-Meter-Lauf und im 1500-Meter-Lauf. 1959 gewann er über beide Distanzen den Titel bei den Balkanspielen. Dabei unterbot er seine vorherige Bestzeit über 800 Meter um fast zwei Sekunden auf 1:48,2 min, über 1500 Meter konnte er sich 1959 auf 3:43,0 min steigern. Seinen Doppelsieg bei den Balkanspielen konnte Vamoș 1960 wiederholen. Vor den Olympischen Spielen 1960 in Rom verbesserte er seine Bestleistung über 1500 Meter auf 3:40,5 min. In Rom qualifizierte sich Vamoș als Dritter seines Vorlaufs hinter Dan Waern und Michel Jazy für das Finale. Im Finale startete Herb Elliott etwa 600 Meter vor dem Ziel seinen Alleingang zur Goldmedaille und zum Weltrekord, Vamos hielt sich hinter Michel Jazy und István Rózsavölgyi lange an vierter Stelle, wurde aber im Schlussspurt noch von Dan Waern überholt und belegte den fünften Platz in 3:40,8 min.
Nachdem er 1961 bei den Balkanspielen erneut den 1500-Meter-Lauf gewonnen hatte, gelang Vamoș 1962 der Doppelsieg über 1500 Meter und über 5000 Meter. Bei den Europameisterschaften 1962 in Belgrad startete Vamoș allerdings über keine dieser beiden Strecken, stattdessen nahm er am 3000-Meter-Hindernislauf teil und qualifizierte sich als Zweiter des dritten Vorlaufs in 8:44,9 min ungefährdet für das Finale. Das Finale wurde weitgehend vom Belgier Gaston Roelants gestaltet, der gleich in Führung ging, dann von Vamoș und Hermann Buhl eingeholt wurde, sich wieder absetzte, von Vamoș eine Runde vor Schluss noch einmal eingeholt wurde und dann auf der Schlussrunde abermals fünf Sekunden Vorsprung herauslief. Vamoș gewann mit neuem rumänischen Landesrekord von 8:37,6 min die Silbermedaille mit drei Sekunden Vorsprung auf den sowjetischen Läufer Nikolai Sokolow. 1963 erlief Vamoș seinen ersten rumänischen Meistertitel im Hindernislauf, in der Saison 1964 trat er nicht in Erscheinung. Nachdem er 1965 den Hindernislauf sowohl bei den rumänischen Meisterschaften als auch bei den Balkanspielen gewonnen hatte, gelang ihm 1966 bei den Balkanspielen der Doppelsieg im Hindernislauf und im 5000-Meter-Lauf. Bei den Europameisterschaften 1966 in Budapest entwickelte sich ein sehr schnelles Rennen, dessen Verlauf Vamoș nicht beeinflussen konnte; obwohl er den rumänischen Landesrekord auf 8:34,0 min verbesserte, belegte er lediglich den siebten Platz. Nach seinem vierten rumänischen Meistertitel im Hindernislauf 1967 endete die Karriere von Zoltan Vamoș.
Bei einer Körpergröße von 1,72 m betrug sein Wettkampfgewicht 62 kg.